# Ceira armata
Ceira armata är en fjärilsart som beskrevs av Sergius G. Kiriakoff 1974. Ceira armata ingår i släktet Ceira och familjen tandspinnare. Inga underarter finns listade i Catalogue of Life.